# Дон Блут
Доналд Вирџил Блут (енгл. Donald Virgil Bluth; Ел Пасо, 13. септембар 1937), амерички је филмски стваралац, аниматор, дизајнер видео игара, аутор и сликар.
Амерички сценариста, редитељ и аниматор, рођен у Тексасу, САД. Завршио је средњу школу Спрингвилу, а затим годину дана похађао Универзитет Бригам Јанг у Јути, након чега се запослио у Волт Дизни продукцији, а 1955. је почео да ради као асистент редитеља Џона Лаунзберија. Радио је на многим класичним анимираним филмовима, као што су Чудотворни грм (1982), Земља далеке прошлости (1988), Анастасија (1997) и Сви пси иду у рај (1989).